# اوبان-سان-واست
اوبان-سان-واست (به فرانسوی: Aubin-Saint-Vaast) یک کمون در فرانسه است که در پا-دو-کاله واقع شده‌است. اوبان-سان-واست ۶٫۷ کیلومتر مربع مساحت دارد ۲۴ متر بالاتر از سطح دریا واقع شده‌است.